# Lecane sverigis
Lecane sverigis är en hjuldjursart som beskrevs av Elbert Halvor Ahlstrom 1934. Lecane sverigis ingår i släktet Lecane och familjen Lecanidae. Inga underarter finns listade i Catalogue of Life.